# ثورة الفلاحين في ألبانيا
ثورة الفلاحين في ألبانيا كما تُعرف أيضاً باسم الثورة الإسلامية أو الانتفاضة الإسلامية في ألبانيا، هي انتفاضة قام بها الفلاحون في وسط ألبانيا ومعظمهم من المسلمين ضد نظام الأمير فيلهلم خلال عام 1914. كانت هذه الثورة من أسباب انسحاب الأمير من البلاد، مؤهبةً بذلك لسقوط إمارة ألبانيا. قاد هذه الثورة مجموعة من زعماء المسلمين مثل: حجي قاميلي وعارف حكمتي وموسى قاسمي ومصطفى ندرقي. طالب المتمردون بالعفو الشامل، وبإعادة ألبانيا إلى سلطة الدولة العثمانية.

## خلفية
تولى الأمير فيلهلم إمارة ألبانيا في 7 مارس 1914، وواجه وضعاً سياسياً معقداً، من داخل البلاد ومن الدول المجاورة. قررت الدول العظمى في معاهدة لندن الموقعة في 30 مايو 1913 إنشاء قوات دولية لحفظ النظام والأمن العام على أراضي إمارة ألبانيا المعترف بها حديثاً، وأنشأوا اللجنة الدولية للرقابة في 15 أكتوبر 1913 للإشراف على إدارة ألبانيا حتى تصبح مؤسساتها السياسية جاهزة لتولي زمام الأمور.
كان على الأمير فيلهلم التعامل مع وضع سياسي معقد يشمل كل مما يلي:
- أسعد باشا طوبطاني وزير الداخلية وزير الحرب الذي كان يسيطر على الحكومة الجديدة لإمارة ألبانيا، ومن خلال إقامته في دراس بدلاً من شكودر كان الأمير فيلهلم تحت رحمة أسعد باشا.[9]
- اللجنة الدولية للرقابة والمستشارين الأجانب الذين تمتعوا بسلطة كبيرة.
- ممثلو الإمبراطورية النمساوية المجرية وإيطاليا.
- المقاومة في نورثرن إبيروس، والتي مُنحت حكماً ذاتياً من خلال معاهدة كورفو.
- المعارك بين القوات الخاضعة لسيطرة أسعد باشا طوبطاني وحكومة ألبانيا المؤقتة.
- التمرد الرئيسي للفلاحين الذي قام به الفلاحون المسلمون المؤيدون للعثمانيين في الغالب.

بالإضافة لذلك كان في إمارة ألبانيا العديد من الجماعات المسلحة في عهد الأمير فيلهلم وأهمها:
- القوات الدولية التي كانت تحت سيطرة اللجنة الدولية للرقابة والأمير فيلهلم.
- الميلشيات المسلحة في الجنوب بقيادة قادة محليين.
- العصابات الخارجة عن القانون من السكان الأصليين.
- المتمردون اليونانيون في شمال إبيروس.
- الفلاحون المتمردون في وسط ألبانيا.
- قوات أسعد باشا.
- المتطوعون الرومانيون.
- المتطوعون النمساويون المجريون.
- المتطوعون من كوسوفو بقيادة عيسى بوليتيني.[11]
- متطوعو ميرديتا الكاثوليكيون من الجبال الشمالية بقيادة برينك بيب دودا.[12]

كان أسعد باشا طوبطاني وزير الحرب والداخلية ضد الحل السلمي لقضية الاستقلال الشمالي الذي أعلن في 28 فبراير 1914، ورفض قرارات لجنة المراقبة الدولية التي اعتقدت أنه يمكن حل المشكلة بالوسائل الدبلوماسية. قبل الأمير وحكومته مقترحات أسعد باشا التي تركزت حول الحل العسكري، وبهدف زيادة القوة العسكرية لإمارة ألبانيا، اشترت الحكومة ووزعت عدة آلاف من البنادق الإيطالية والمدافع الرشاشة النمساوية على السكان (في الغالب على المسلمين في وسط ألبانيا).
كان التمرد مدعوماً فقط من قبل العثمانيين، ولكن حروب البلقان كانت تفصل الدولة العثمانية عن الأراضي الألبانية، بالإضافة للانشغال العثماني بالحرب العالمية الأولى التي كانت تلوح في الأفق ما جعل الدعم الدبلوماسي والمادي العثماني غير فعال.

## الأحداث

### مؤامرة الألبان الموالين للعثمانيين
اكتشف الصرب المؤامرة التي كانت تخطط لها الحكومة تركيا الفتاة ويقودها بكير فكري والتي تهدف لاستعادة السيطرة العثمانية على ألبانيا وتعيين الضابط العثماني الألباني أحمد عزت باشا حاكماً لألبانيا، وأبلغوا المحكمة الجنائية الدولية بذلك، وكان إسماعيل القمالي رئيس الوزراء الألباني مؤيداً للتدخل العثماني في ألباني ضد التواجد الصربي واليوناني. سمحت المحكمة الجنائية الدولية لضباطها الهولنديين العاملين في الشرطة الألبانية بإعلان حالة الطوارئ والتدخل لوقف المؤامرة، فداهموا فلورو في 7-8 يناير 1914 واكتشفوا أكثر من 200 جندي عثماني وألقوا القبض على فكري. توضحت خيوط المؤامرة أثناء محاكمة فكري وحكمت عليه محكمة عسكرية تابعة للمحكمة الجنائية الدولية برئاسة العقيد ويليم دي فير بالإعدام، ثم خُفف الحكم بعد ذلك إلى السجن مدى الحياة، واستقال القمالي وحكومته. غادر القمالي البلاد، وعمت الاضطرابات جميع أنحاء ألبانيا، ولم تتمكن اللجنة الدولية حينها من إجبار أسعد باشا على مغادرة ألبانيا لأنها لم تكن تتمتع بالقوة الكافية.

### التمرد
اعتقد الفلاحون الموالون للعثمانيين أن النظام الجديد لإمارة ألبانيا كان أداةً بيد الدول المسيحية الكبرى وملاك الأراضي الذين يمتلكون أكثر من نصف الأراضي الصالحة للزراعة. قاد الثورة زعماء ورجال دين مسلمون مثل حجي قاميلي وعارف حكمتي وموسى قاسمي ومصطفى ندرقي. التفَّت هذه المجموعة حول أسعد باشا طوبطاني الذي أعلن نفسه منقذاً لألبانيا والإسلام. اتُهم أسعد باشا بقيادة التمرد ضد الأمير بعد ورود أنباء على أن آلاف المتمردين حاصروا شيجاك في 17 مايو (على بعد 10 كيلومترات فقط من دوريس)، فنفي أسعد باشا إلى إيطاليا في 20 مايو دون محاكمة.
ازدادت حدة الاشتباكات بعد نفي أسعد باشا. عين الأمير فيلهلم زعيم المتطوعين الكاثوليك في ميرديتا وزيراً لخارجية إمارة ألبانيا من أجل الحصول على دعمه، وانضمت إليه القوات الدولية الهولندية وحاولوا الاستيلاء على شيجاك، ولكنهم حوصروا وأسروا عندما اشتبكوا مع المتمردين في 23 مايو، ثم شن المتمردون هجوماً على دراس، فعمت الفوضى في المدينة ولجأ الأمير مع عائلته إلى سفينة إيطالية كانت راسية في الخليج. أطلق المتمردون سراح الضابط الهولندي في نفس اليوم وأرسلوه إلى الأمير مع مطالبهم التي شملت:
- العفو العام.
- إخضاع ألبانيا تحت سلطة الدولة العثمانية من جديد.